# Tiffin, Ohio
Tiffin là một thành phố thuộc quận Seneca, tiểu bang Ohio, Hoa Kỳ. Năm 2010, dân số của thành phố này là 17963 người.

## Dân số
- Dân số năm 2000: 18135 người.
- Dân số năm 2010: 17963 người.